# Petite rivière Nouvelle
Pour les articles homonymes, voir Nouvelle (homonymie).
La Petite rivière Nouvelle est un cours d'eau canadien situé dans le Sud de la péninsule gaspésienne, dans l'est du Québec.
Ce cours d'eau traverse les municipalités régionales de comté (MRC) de :
- La Matapédia, située dans la région administrative du Bas-Saint-Laurent : territoire non organisé du Lac-Casault (canton de La Vérendrye et de Catalogne) ;
- Avignon, située dans la région administrative de la Gaspésie-Îles-de-la-Madeleine : territoire non organisé de Rivière-Nouvelle (cantons de Vallée et de Dugal).

La Petite rivière Nouvelle est un affluent de la rivière Nouvelle qu'elle rejoint à 37,3 km en amont de la confluence de cette dernière qui est localisée sur la rive nord-ouest de la baie des Chaleurs dans la municipalité québécoise de Nouvelle.

## Géographie
La source de la Petite rivière Nouvelle est située en montagne, à 433 m d'altitude dans le canton de La Vérendrye, dans le territoire non organisé du Lac-Casault. Cette source est située à :
- 1,3 km au nord de la limite de la réserve faunique de Causapscal ;
- 25,0 km au nord-ouest de la confluence de la Petite rivière Nouvelle ;
- 42,8 km au nord de la Baie d'Escuminac.

La partie supérieure de la Petite rivière Nouvelle forme une grande courbe vers le nord dans une zone localisée entre la réserve faunique de Causapscal et la réserve faunique de Dunière. Cette zone est située dans les monts Chic-Chocs, faisant partie des monts Notre-Dame.
À partir de sa source, la Petite rivière Nouvelle coule sur 44,9 km selon les segments suivants :
- 4,3 km vers le nord, puis vers le nord-est, dans le canton de La Vérendrye, jusqu'à un ruisseau (venant du nord-est) ;
- 5,3 km vers le sud-est, jusqu'à un ruisseau (venant du sud-ouest) ;
- 0,6 km vers l'est, jusqu'à limite du canton de Catalogne, à une centaine de mètres au sud de la Pointe Sud du territoire de la réserve faunique de Dunière ;
- 0,3 km vers l'est dans le canton de Catalogne, jusqu'au ruisseau Catalogne (venant du nord) ;
- 4,3 km vers l'est, jusqu'à deux ruisseaux opposés (l'un venant du nord et l'autre du sud-ouest) ;
- 13,9 km vers l'est, jusqu'au ruisseau Jérôme (venant du nord) ;
- 0,3 km vers le sud-est, jusqu'à la limite nord du canton de Vallée ;
- 7,1 km vers le sud-est dans le canton de Vallée, jusqu'au ruisseau Cruiser (venant du nord-ouest) ;
- 8,8 km vers le sud-est, en passant à une centaine de mètres au sud de la zone Sud-Ouest du canton de Pilote, jusqu'à sa confluence[2].

La confluence de la Petite rivière Nouvelle se déverse sur la rive ouest de la rivière Nouvelle dans le canton de Dugal du territoire non organisé de Rivière-Nouvelle, à une centaine de mètres au sud de la limite sud du canton de Pilote. Cette confluence est située à :
- 6,2 km en amont du ruisseau Butler (venant du nord-ouest) ;
- 37,3 km en amont de la confluence de la rivière Nouvelle ;
- 25,4 km en ligne directe, au nord-ouest de la confluence de la rivière Nouvelle.

## Toponymie
Le toponyme « petite rivière Nouvelle » est liée à celui de la rivière Nouvelle et à celui de la municipalité de Nouvelle. Il est officialisé le 5 décembre 1968 à la Commission de toponymie du Québec.